# Fazowanie
Fazowanie (załamywanie krawędzi) – wykonywanie faz poprzez usunięcie materiału na krawędzi detalu (przedmiotu), najczęściej poprzez obróbkę skrawaniem za pomocą wierteł, noży tokarskich, pilników oraz specjalnych urządzeń elektryczno-gazowych.
Wymiar fazy określa się przez podanie kąta i długości, na której ma być wykonana faza. Zapis 1x45° obowiązuje tylko dla kąta 45°. Dla faz o innych kątach na rysunku technicznym osobno podaje się wymiar kąta i szerokości fazy. Najczęściej fazuje się wałki i otwory, ułatwia to późniejszy montaż oraz poprawia estetykę.
Fazowanie może być wykonywane ręcznie lub na szlifierce, strugarce, tokarce, frezarce albo za pomocą półautomatycznego, elektryczno-gazowego urządzenia w którym częścią roboczą jest palnik gazowy napędzany silniczkiem elektrycznym, wykorzystywanego w przemyśle stoczniowym do fazowania krawędzi blach w celu trwalszego połączenia np. poszycia kadłuba statku. Taka obróbka krawędzi blach nazywa się ukosowaniem. Fazowania otworów najczęściej wykonuje się na tokarce lub obróbką plastyczną - przy pomocy specjalnego młotka do sfazowań.